# Copris punctulatus
Copris punctulatus är en skalbaggsart som beskrevs av Christian Rudolph Wilhelm Wiedemann 1823. Copris punctulatus ingår i släktet Copris och familjen bladhorningar. Inga underarter finns listade i Catalogue of Life.